# G7
El Grupo de los Siete (G7) es una asociación, foro político y económico intergubernamental conformado por Alemania, Canadá, Estados Unidos, Francia, Italia, Japón y Reino Unido. Además, la Unión Europea es miembro de facto al tener representación política permanente. Sus miembros son los mayores actores globales, ya que por sus peso político, económico y militar son considerados relevantes a escala global. Representa a siete (8 con la UE) de los principales poderes económicos avanzados.
A partir del año 2018, el G7 representa alrededor del 58 % de la riqueza neta mundial (317 billones de dólares USD) y más del 46 % del producto interno bruto (PIB) mundial basado en valores nominales.

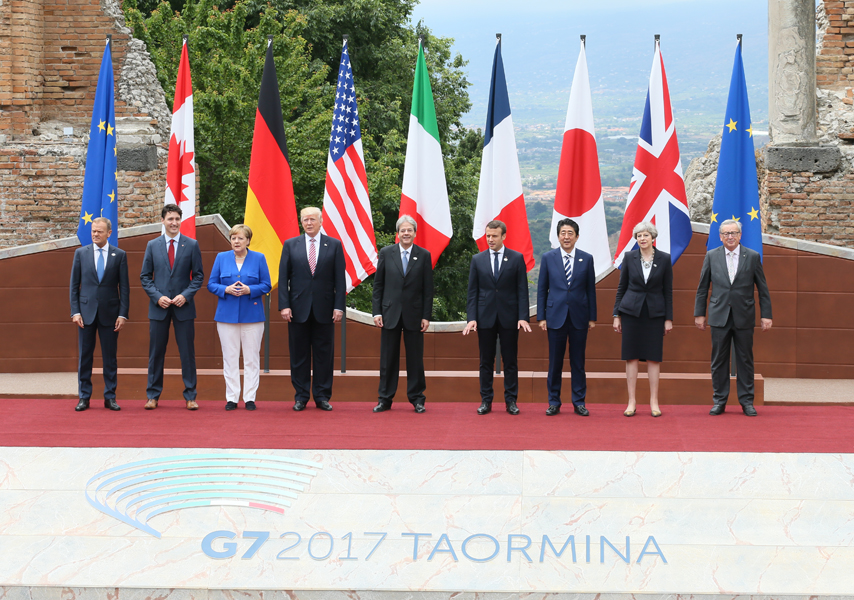
Foto de familia en la cumbre de Taormina. (43.ª Cumbre del G7)

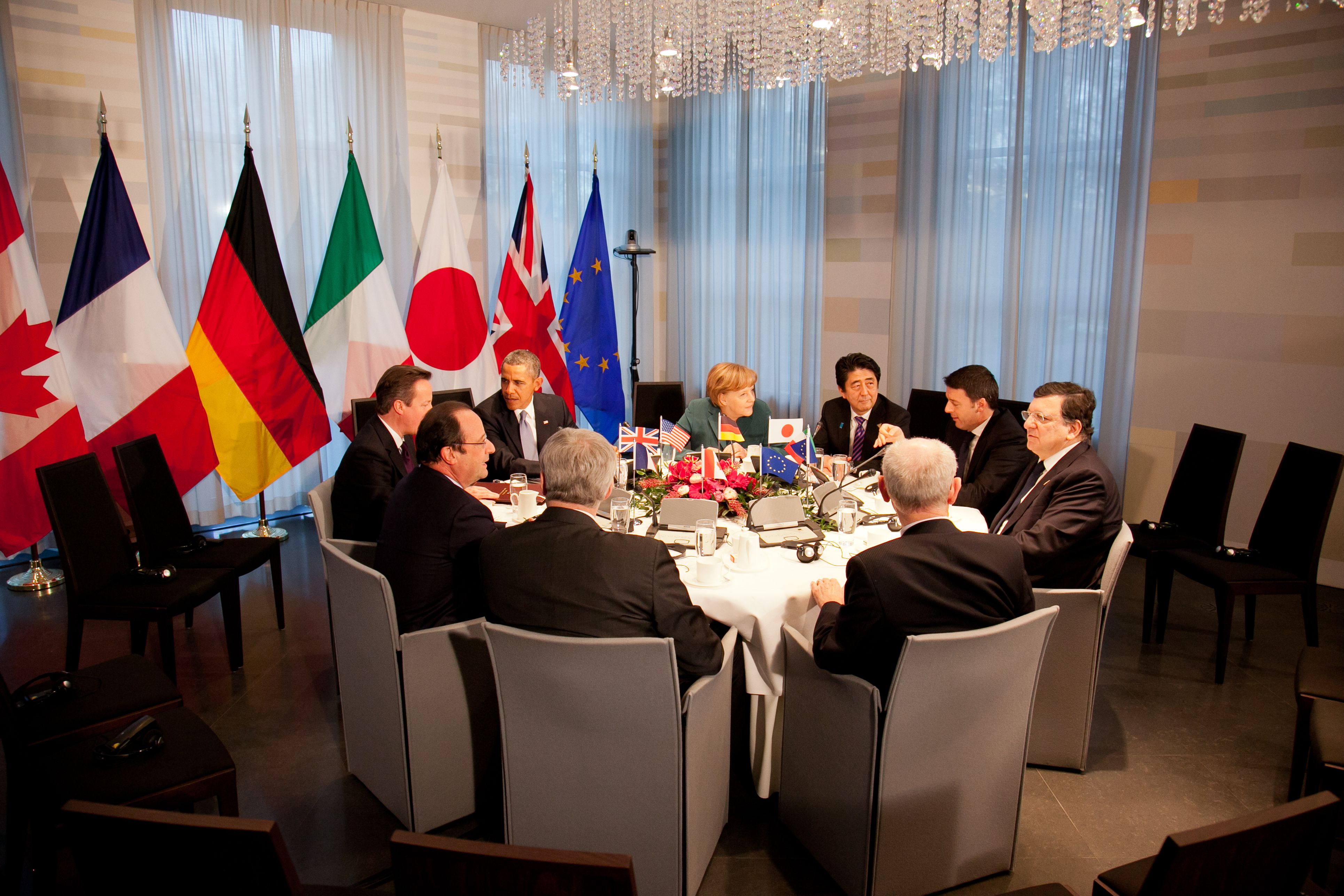
Foto de la reunión de la Cumbre sobre Seguridad Nuclear de 2014 en La Haya.

En ese sentido, el G7 puede ser definido como «una alianza conformada por un grupo selecto de Estados, con un posicionamiento estructural similar —resultado de la coincidencia en sus capacidades nacionales—, sin barreras ideológicas, con disposición para coordinar sus políticas hacia la consecución de objetivos comunes y la voluntad para establecer algunos medios técnicos de cooperación».

## Miembros del G-7
- Según su producto interno bruto (PIB):
  -  Estados Unidos.
  -  Unión Europea
  -  Japón.
  -  Alemania.
  -  Reino Unido.
  -  Francia.
  -  Italia.
  -  Canadá

| Representantes de cada miembro del G7 | Representantes de cada miembro del G7              | Representantes de cada miembro del G7 | Representantes de cada miembro del G7 | Representantes de cada miembro del G7 | Representantes de cada miembro del G7 |
| País                                  | Líder                                              | Ministro de Finanzas                  | Ministro de Asuntos Exteriores        | Ministro de Defensa                   | Gobernador del Banco Central          |
| ------------------------------------- | -------------------------------------------------- | ------------------------------------- | ------------------------------------- | ------------------------------------- | ------------------------------------- |
| Alemania                              | Canciller Friedrich Merz                           | Lars Klingbeil                        | Johann Wadephul                       | Boris Pistorius                       | Joachim Nagel                         |
| Canadá                                | Primer ministro Mark Carney                        | François-Philippe Champagne           | Anita Anand                           | Bill Blair                            | Tiff Macklem                          |
| Estados Unidos                        | Presidente Donald Trump                            | Scott Bessent                         | Marco Rubio                           | Pete Hegseth                          | Jerome Powell                         |
| Francia                               | Presidente Emmanuel Macron                         | Éric Lombard                          | Jean-Noël Barrot                      | Sébastien Lecornu                     | François Villeroy de Galhau           |
| Italia                                | Presidenta del Consejo de Ministros Giorgia Meloni | Giancarlo Giorgetti                   | Antonio Tajani                        | Guido Crosetto                        | Fabio Panetta                         |
| Japón                                 | Primer ministro Shigeru Ishiba                     | Katsunobu Katō                        | Takeshi Iwaya                         | Gen Nakatani                          | Kazuo Ueda                            |
| Reino Unido                           | Primer ministro Keir Starmer                       | Rachel Reeves                         | David Lammy                           | John Healey                           | Andrew Bailey                         |
| Tienen representación                 |                                                    |                                       |                                       |                                       |                                       |
| Unión Europea                         | Presidenta Ursula von der Leyen                    | Valdis Dombrovskis                    | Kaja Kallas                           | Andrius Kubilius                      | Christine Lagarde                     |

## Creación y evolución del G-7
Los orígenes del G-7 se establecen en marzo de 1973 cuando, a petición del secretario del Tesoro estadounidense George Shultz, se reunieron los ministros de finanzas de la Alemania Occidental, Estados Unidos, Francia, Japón y Reino Unido. En la cumbre de 1975, en Rambouillet, Francia, se produjo la entrada de Italia. En 1977, en la cumbre de San Juan (Puerto Rico), se unió a ellos Canadá. Tras el ingreso de este último se formó el G-7, que a partir de 1998 y con la integración de Rusia por su peso político y no por su peso financiero, se denominó foro político G-8.
Los representantes de estos siete países se reúnen anualmente en lugares pertenecientes a alguno de los miembros en la llamada Cumbre del G-7. La finalidad de estas reuniones es analizar el estado de la política y las economías internacionales e intentar aunar posiciones respecto a las decisiones que se toman en torno al sistema económico y político mundial.
A lo largo del año los ministros se encuentran para preparar la Cumbre anual, acercando posiciones y negociando consensos.
En junio de 1997, en Denver (Colorado, Estados Unidos), la reunión de líderes fue bautizada como «Cumbre de los Ocho», pues Rusia asistía por primera vez en calidad de socio y no como observador, como venía haciendo hasta entonces, aunque tampoco como miembro de pleno derecho.
Rusia, a pesar de pertenecer al grupo, ha estado durante todos estos años marginada en el debate de los temas económicos y financieros del G8 por no pertenecer aún a la Organización Mundial del Comercio (OMC) dadas sus discrepancias con Estados Unidos, único país con el que Rusia aún no ha concluido las negociaciones comerciales bilaterales para acceder a la organización multilateral, integrada por 149 países. Durante 2008 fue Japón quien presidió el G-8.
El 24 de marzo de 2014, Rusia fue excluida del grupo político G-8 tras haberse anexionado la península de Crimea (envuelta en una crisis política y económica, tras las fallidas negociaciones de Ucrania con la Unión Europea), por lo cual los 7 miembros originales del grupo, reunidos en su cumbre anual en La Haya (Países Bajos), aplicaron varias sanciones económicas a Rusia y decidieron su exclusión del grupo.
En 2018 el primer ministro canadiense Justin Trudeau creó el Consejo Asesor para la igualdad entre hombres y mujeres del G7 para la presidencia de Canadá del G-7 para promover la igualdad de género como uno de los ejes prioritarios de trabajo del G7 sumado a desarrollo económico, comercio o tecnología. Francia asumió la presidencia del G7 en 2019 y el presidente Emmanuel Macron decidió dar continuidad al Consejo renovando su membresía y su mandato.
Desde 2014, el Atlantic Council, con sede en Estados Unidos, ha celebrado el "Foro de estrategia D-10" en el que participan representantes de lo que denomina "democracias líderes" que apoyan un "orden democrático basado en reglas" (Alemania, Australia, Canadá, Corea del Sur, Estados Unidos, Francia, Italia, Japón y Reino Unido, más la Unión Europea. Mientras que España, India, Indonesia y Polonia son miembros observadores), considerado como una alternativa al G-7. Existen varias propuestas para ampliar el G7. Algunos juristas de los países miembros han sugerido varios países candidatos potenciales, como Australia y España, debido a sus posiciones político-económicas y sus pesos histórico-geográficos.
Si bien ni China ni Taiwán son miembros del G7, se han convertido en un debate geopolítico en la agenda del grupo. Anteriormente, Vladímir Putin apoyó las candidaturas de China, India y Turquía cuando Donald Trump, por aquel entonces presidente de Estados Unidos, propuso y mostró su apoyo a que Rusia se reincorporara al grupo. Así mismo, Donald Trump también apoyó las candidaturas de Australia, Brasil, Corea del Sur e India. Aunque el Gobierno de Boris Johnson estuvo de acuerdo con la expansión de Trump (a excepción de la membresía rusa), la controvertida propuesta fue firmemente rechazada por parte del resto de miembros del G-7 y Polonia.

## Críticas y polémicas

### Protestas de 2015
Alrededor de 7.500 manifestantes liderados por el grupo "Stop-G7" se manifestaron durante la cumbre. Unos 300 de ellos alcanzaron la valla de seguridad de 3 m de altura y 7 km de longitud que rodeaba el lugar de la cumbre. Los manifestantes cuestionaron la legitimidad del G7 para tomar decisiones que pueden afectar a todo el mundo. Las autoridades habían prohibido las manifestaciones en la zona más próxima al lugar de la cumbre y 20.000 policías estaban de servicio en el sur de Baviera para evitar que activistas y manifestantes interfirieran en la cumbre.

### 2018 Conflicto de Trump por los aranceles y Rusia
La Reunión de 2018 en Charlevoix, Canadá, se vio empañada por unas negociaciones díscolas en torno a los aranceles y a la postura de Donald Trump de que Rusia debería volver a formar parte del G7. La Administración Trump acababa de imponer aranceles sobre el acero y el aluminio a muchos países, entre ellos países europeos miembros del G7 y Canadá, país anfitrión de la reunión de 2018. Trump expresó su consternación ante el primer ministro canadiense, Justin Trudeau, por celebrar una rueda de prensa en la que Canadá se reafirmó en su postura sobre los aranceles (una crítica pública a la política económica de Trump), y ordenó a sus representantes en la reunión que no firmaran la sección económica del comunicado conjunto que suele emitirse al término de la reunión.
La canciller alemana, Angela Merkel, calificó el comportamiento de Trump de "retirada deprimente", mientras que el presidente francés, Emmanuel Macron, le invitó "a ser serio". En la declaración final firmada por todos los miembros excepto EE. UU., el G7 anunció su intención de retirar las sanciones y estar dispuesto a tomar nuevas medidas restrictivas en los próximos meses contra la Federación Rusa por su incumplimiento de la aplicación completa del Acuerdo de Minsk.
Trump reiteró sus llamamientos para que Rusia sea readmitida en el grupo en la reunión de 2019 en Biarritz, afirmando que debería ser incluida en las discusiones relativas a Irán, Siria y Corea del Norte. El primer ministro italiano Giuseppe Conte apoyó la propuesta de Trump, Shinzo Abe de Japón se mostró neutral, y el resto del G7 se opuso a la sugerencia, tras lo cual el ambiente se volvió supuestamente "tenso". [cita requerida]

### Los incendios de la selva amazónica de 2019 y Brasil
La reiteración del presidente de Estados Unidos, Donald Trump, de que Rusia debería ser readmitida en el grupo (véase más arriba), la instigación de una guerra comercial con China, el aumento de las tensiones en Irán, la supuesta reticencia de Trump a asistir a la conferencia y una serie de crisis internacionales hicieron que la reunión del G7 del 24 al 26 de agosto de 2019 en Biárriz, Francia, fuera la más dividida desde su creación. Tras la revocación previa del presidente Trump de su firma a un comunicado conjunto acordado en 2018 debido a un supuesto desaire del primer ministro canadiense Justin Trudeau (véase más arriba), el presidente francés Emmanuel Macron acordó que el grupo no emitiría un comunicado conjunto en la conferencia de Biárriz.
Las naciones del G7 prometieron 20 millones de dólares para ayudar a Brasil y a otros países de Sudamérica a luchar contra los incendios forestales. Este dinero fue bien recibido, aunque en general se consideró una "cantidad relativamente pequeña" dada la magnitud del problema. Macron amenazó con bloquear un importante acuerdo comercial entre la Unión Europea y Brasil (Mercosur) que beneficiaría a los intereses agrícolas acusados de impulsar la deforestación.[cita requerida]